# こきりこ

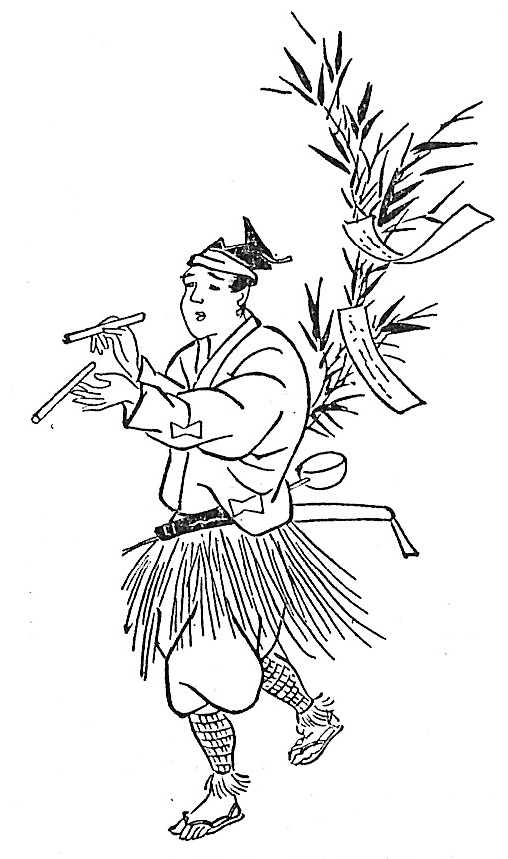
室町時代の歌合『七十一番職人歌合』より「放下」
----
笹竹を背負い、「こきりこ」を手にもつ烏帽子姿の放下師

こきりことは日本の民謡「こきりこ節」（こきりこ踊）などを歌って踊る際に用いる民俗楽器である。漢字では、「筑子」と表記される。中世にあっては、大道芸の一種で、主に曲芸をおこなった放下（ほうか）が常時携帯していた楽器であったことが知られている。

## 概要
長さ7寸5分（約23センチメートル）に切った竹を両手に一本ずつ指先でつまみ、回しながら打ち鳴らして踊り歌う。太さはおよそ1センチメートルである。日本では中世の時代から使用され、なかでも室町時代中期以降にあらわれた放下師は常にこきりこを打ち鳴らしていた。
この「こきりこ」を楽器としてフルに活用した民謡が「こきりこ節」である。こきりこ節は、富山県五箇山地方のものが有名だが、ほかにも新潟県柏崎市女谷（おなだに）の綾子舞の演目にも見られる。
五箇山の「こきりこ節」では「こきりこの竹は七寸五分じゃ・・・」と、その長さが明確に歌われているほか、「月見て歌う放下のこきりこ・・・」と放下が歌われている。「こきりこ節」の伴奏に用いられる民俗楽器には他に「ささら」がある。また、大道芸の一種である放下（ほうか）の特技のひとつとしても知られる。
放下師は、こきりこを打ち合わせて拍子をとって物語歌をうたい歩き、あるいは辻に立って歌い、特に子女からの人気を集めた。